# Campagnolo Valentino
Il Campagnolo Valentino è un cambio per bicicletta prodotto dalla Campagnolo.
Il cambio entrò in produzione nel 1967 con il nome di Valentino Super, caratterizzato da un design scarno ed essenziale, in cui le due bielle che formavano il parallelogramma erano a vista, fatte di alluminio. Il deragliatore anteriore richiamava invece le linee del primo deragliatore Gran Sport, privo di fine corsa a vite e con una scatala quadrata nella parte posteriore. Il deragliatore rimarrà pressoché immutato nel corso degli anni.
Nel 1969 fu ridenominato Valentino Extra e con questo nome conobbe un'ampissima diffusione. Si tratta di un modello prodotto in un grandissimo numero di esemplari, ad un prezzo molto più accessibile rispetto agli altri cambi Campagnolo. Veniva montato sulle bici da corsa di gamma più bassa, ma anche su bici sportive e da passeggio.
Venne prodotto fino agli anni ottanta, quando fu abbandonato, ormai obsoleto per design e funzionalità, in quanto poteva supportare solo 5 o 6 rapporti posteriori.
Molto simile al Valentino Extra era il Velox, che però non ebbe molta fortuna.